# روبنز امتو سیلویرا ملو
روبنز امتو سیلویرا ملو، (به پرتغالی: Rubens Ometto Silveira Mello) (زاده ۱۹۵۱) کارآفرین، بازرگان و مدیر ارشد اجرایی برزیلی است، که در حال حاضر به‌عنوان رییس هیئت مدیره شرکت کوسان فعالیت می‌نماید.